# Michał Piotrowski (tancerz)
Michał Piotrowski (ur. w Tychach) – polski tancerz, wykonujący tańce irlandzkie.
Jest uczniem Anne-Marie Cunningham, wieloletniej tancerki przedstawiania Riverdance. Jako pierwszy Polak zakwalifikował się do kategorii Open (najwyżej kategorii zaawansowania w tańcu irlandzkim). W 2006, 2007, 2008 i 2009 roku zdobył tytuł solowego Mistrza Europy i wziął udział w Mistrzostwach Świata w Glasgow w 2007 roku, Belfast w 2008 roku i Filadelfii w 2009 roku. W 2010 roku dołączył do znanego na całym świecie widowiska tancecznego Michael Flatley's Lord of the Dance. Tańczy również razem z Dorotą Czajkowską w duecie Celtic Senses.